# Standardowy język kantoński

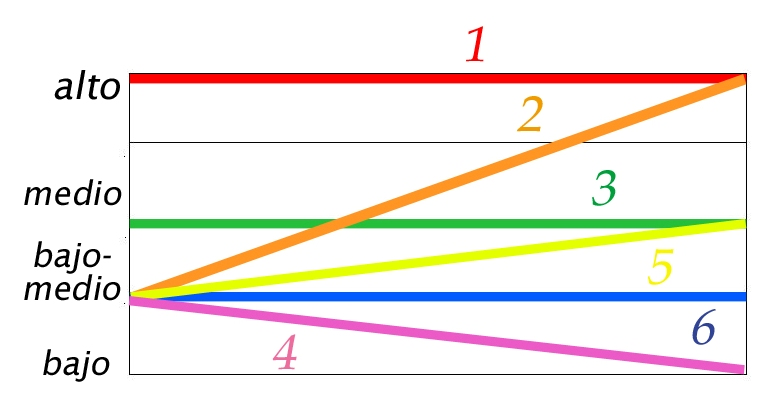
Schemat tonów w języku kantońskim

Schemat samogłosek w języku kantońskim

Standardowy język kantoński, yue – jeden z języków chińskich używany na południu Chin, w Hongkongu i Makau, a także przez potomków chińskich emigrantów w Azji Południowo-Wschodniej i innych rejonach świata. Jego nazwa wywodzi się od prowincji Guangdong. Liczbę użytkowników kantońskiego szacuje się ogółem na 55 mln (z uwzględnieniem wszystkich pokrewnych dialektów z grupy yue).

## Standardowy język kantoński
Kantoński jest językiem hongkońskiej popkultury. To w nim najczęściej nagrywane są dialogi w filmach z Hongkongu oraz miejscowe piosenki (patrz: Cantopop). Właśnie ze względu na ogromny wpływ mediów hongkońskich odmiana używana w tym mieście uważana jest obecnie za standardową i najbardziej prestiżową, pomimo iż wcześniej to dialekt miasta Guangzhou (pol. Kanton) uchodził za „najczystszą” formę tego języka. Poza formą standardową istnieje cały szereg dialektów, często znacznie różniących się od siebie, określanych także jako język kantoński lub yue.

## System fonologiczny
Z innymi językami chińskimi kantoński dzieli pismo, jednak jego wymowa jest bardziej skomplikowana od mandaryńskiego (większa liczba tonów i wygłosów). Od języka średniochińskiego kantoński oddzielił się ok. VII wieku, kiedy Chińczycy skolonizowali tereny dzisiejszego południa kraju. W trakcie ewolucji kantoński przeszedł mniejsze zmiany niż mandaryński i uważa się, że jest bardziej zbliżony do średniochińskiego, którego wymowę próbują zrekonstruować sinolodzy. Na przykład wiersze z epoki Tang czytane po kantońsku rymują się częściej, niż kiedy czytane są w lekcji mandaryńskiej. W przeciwieństwie do dialektów mandaryńskich, kantoński zachował spółgłoski zwarte -p, -t, -k na końcu wyrazu oraz wygłosowe -m. Posiada bogaty zasób tonów – łącznie z wariantami jest ich aż dziesięć, z czego sześć uważa się za podstawowe.
Młode pokolenie wykazuje tendencję do upraszczania pewnych głosek, zwłaszcza tylnojęzykowego „ng”. Tak więc zamiast „ngő”  wymawiają „ő”  (ja). Również ze zbitek „kw”  i „gw”  często wypada „w”, np. gwóng dung wá („język kantoński”) wymawiane jest jako góng dung wá. „l”  często używane jest zamiast „n”  np. ngő ngōi néi („kocham cię”) wymawiane jest przez młodych ludzi ő ōi léi.

## Zapis języka kantońskiego
Istnieją dwa sposoby zapisu języka kantońskiego za pomocą znaków chińskich. Dzięki temu, że pismo chińskie ma charakter ideograficzny, jeden ze sposobów zapisu zbliżony jest wizualnie do języka mandaryńskiego, natomiast znaki odczytuje się zgodnie z wymową kantońską. Drugi sposób to dokładny zapis potocznego języka kantońskiego, różniącego się znacznie szykiem zdania, idiomatyką itd. W tym przypadku słownictwo języka kantońskiego również w piśmie częściowo różni się od języka ogólnonarodowego. Stworzono nawet ponad tysiąc znaków używanych jedynie do zapisu słów kantońskich. Z tego też powodu powstała odrębna Wikipedia po kantońsku.